# Rancho Mirage Challenger
Il Rancho Mirage Challenger è stato un torneo professionistico di tennis giocato su campi in cemento. Faceva parte dell'ATP Challenger Series. Si giocava annualmente a Rancho Mirage negli Stati Uniti.

## Albo d'oro

### Singolare
| Anno       | Campione       | Finalista     | Punteggio     |
| ---------- | -------------- | ------------- | ------------- |
| 1993       | Robbie Weiss   | David Nainkin | 6–1, 6–4      |
| 1994- 1997 | Non disputato  | Non disputato | Non disputato |
| 1998       | Christian Ruud | Cecil Mamiit  | 6–7, 6–3, 6–2 |
| 1999       | Bob Bryan      | Jeff Coetzee  | 7–5, 7–5      |
| 2000       | James Blake    | Cecil Mammit  | 3–6, 6–4, 6–2 |

### Doppio
| Anno       | Campioni                          | Finalisti                    | Punteggio        |
| ---------- | --------------------------------- | ---------------------------- | ---------------- |
| 1993       | Todd Nelson Tobias Svantesson     | T. J. Middleton Kenny Thorne | 7–6, 6–3         |
| 1994- 1997 | Non disputato                     | Non disputato                | Non disputato    |
| 1998       | Wayne Arthurs Peter Tramacchi     | Todd Larkham Grant Silcock   | 6–3, 3–6, 6–3    |
| 1999       | Thomas Shimada Myles Wakefield    | Mike Bryan Bob Bryan         | 6–3, 6–3         |
| 2000       | Mark Merklein Mitch Sprengelmeyer | Bob Bryan Mike Bryan         | 6–4, 3–6, 7–6(3) |